# Pecos National Historical Park
Le Pecos National Historical Park est un parc historique national américain dans les comtés de San Miguel et Santa Fe, au Nouveau-Mexique. Il protège 27 km2 qui comprennent des sites archéologiques préhistoriques, des ranches du XIXe siècle et un champ de bataille de la guerre de Sécession. Il est géré par le National Park Service.
Désigné monument de l'État du Nouveau-Mexique dès 1935, il est déclaré National Historic Landmark le 9 octobre 1960, désigné monument national sous le nom de Pecos National Monument à compter de 1965, puis inscrit au Registre national des lieux historiques le 15 octobre 1966. Renommé et élargi en 1990, il est réinscrit à ce dernier registre le 2 juillet 1991.